# Black Box: The Complete Original Black Sabbath (1970–1978)
A Black Box: The Complete Original Black Sabbath (1970–1978) az angol Black Sabbath heavy metal együttes, 2004-ben megjelent válogatásalbuma. A box-szett a zenekar első nyolc nagylemezét tartalmazza, tehát az összes olyan albumot amelyen Ozzy Osbourne énekes, Tony Iommi gitáros, Geezer Butler basszusgitáros és Bill Ward dobos hallható. Az albumokat újra maszterelték és jár hozzájuk egy 80 oldalas füzetkönyv is. Itt elolvasható a zenekar története, valamint pár dalszöveg is. Emellett a diszkek közt található egy DVD is, amin egy 1970-es Beat Club-beli fellépés koncertje látható. A nyolc nagylemez:
- 1970 Black Sabbath
- 1970 Paranoid
- 1971 Master of Reality
- 1972 Black Sabbath Vol. 4
- 1973 Sabbath Bloody Sabbath
- 1975 Sabotage
- 1976 Technical Ecstasy
- 1978 Never Say Die!

Az újraremaszterizálást Dan Hersch és Bill Inglot végezte.